# Безвербый, Виталий Константинович
Виталий Константинович Безвербый (1929—2010) — советский инженер-конструктор и учёный в области баллистики и проектирования ракетно-космической техники, доктор технических наук (1965), профессор (1968), действительный член Международной академии астронавтики (2008), участник подготовки и осуществления полёта первого в мире космического корабля-спутника Восток с человеком на борту (1961). Лауреат Ленинской премии (1966).

## Биография
Родился 22 апреля 1929 года в Москве.

### Образование
С 1948 по 1953 год обучался в Московском авиационном институте имени Серго Орджоникидзе.

### ВОКБ-1—НПО «Энергия»и участие в создании Ракетно-космической техники
С 1953 года на научно-исследовательской работе в Специальном конструкторском бюро НИИ-88 (с 1956 года — ОКБ-1, с 1966 года — Центральное конструкторское бюро экспериментального машиностроения, с 1974 года — НПО «Энергия») под общим руководством С. П. Королёва в должностях: инженер-конструктор, с 1961 по 1970 год — руководитель проектного сектора, с 1970 по 1974 год — руководитель проектного комплекса №1 ЦКБЭМАШ под общим руководством В. П. Мишина.
Под руководством и при непосредственном участии В. К. Безвербого проводились баллистические расчёты траектории выведения космического корабля-спутника «Восток» на орбиту искусственного спутника Земли, В. К. Безвербов являлся одним из составителей полётного задания Ю. А. Гагарина. В. К. Безвербый являлся участником осуществления работ по советской лунной программе, для полётов на Луну и Марс, как участник этой программы он был организатором по разработке многоцелевого кислородно-водородного блока для ракеты-носителя сверхтяжёлого класса «Н-1».
17 июня 1961 года «закрытым» Указом Президиума верховного совета СССР «За активное участие в подготовке и осуществлении полёта первого в мире космического корабля-спутника Восток с человеком на борту» В. К. Безвербный был награждён Орденом Трудового Красного Знамени.
В 1966 году «закрытым» Постановлением ЦК КПСС и СМ СССР «За вклад в создание ракетно-космической техники, а также за успешное осуществление первого в Мире выхода человека в открытое космическое пространство» В. К. Безвербный был удостоен Ленинской премии.

### Научно-педагогическая деятельность вМАИ
В 1958 году решением ВАК СССР В. К. Безвербому без защиты диссертации была присуждена учёная степень кандидат технических наук, в 1965 году он защитил диссертацию на соискание учёной степени — доктор технических наук. В 1968 году В. К. Безвербому было присвоено учёное звание — профессор.
С 1974 года на научно-педагогической работе в МАИ — профессор по кафедре космических систем и ракетостроения, был автором многочисленных научных работ и изобретений в области использования ракетно-космической техники и применения баллистики при создании космических аппаратов.
В 2008 году на  Международном конгрессе астронавтики  проходившем в Глазго (Шотландия, Великобритания) В. К. Безвербов был избран действительным членом Международной академии астронавтики по секции научно-технических наук.

### Смерть
Скончался 16 декабря 2010 года в Москве, похоронен на Троекуровском кладбище.

## Награды
- Орден Трудового Красного Знамени (17.06.1961)

### Премии
- Ленинская премия (1966)[1][2][3]

## Из библиографии
- Механика космического полёта : [Учеб. для втузов / М. С. Константинов, Е. Ф. Каменков, Б. П. Перелыгин, В. К. Безвербый]; Под ред. В. П. Мишина. - Москва : Машиностроение, 1989. - 406,[1] с. : ил.; 22 см.; ISBN 5-217-00145-3